# Mercedes Peris Minguet
Mercedes Peris Minguet, née le 5 janvier 1985 à Valence en Espagne,  est une nageuse espagnole spécialisée dans la nage en dos.
Aux championnats du monde de natation en petit bassin 2010 de Dubaï, elle a été médaillée de bronze au 50 m dos.

## Biographie
Mercedes Peris Minguet a participé aux Jeux Olympiques de Pékin de 2008 dans la discipline du 100 m dos. Elle a été médaillée et finaliste de plusieurs concours internationaux depuis 2004 et Championnats d'Europe, Coupes du Monde et Jeux Méditerranéens.
Elle détient le record actuel de l'Espagne sur le 50 et 100 mètres dos.

## Palmarès

### Jeux olympiques
Mercedes Peris Minguet a participé aux jeux olympiques de Pékin en 2008 dans le 100 m dos, où elle s'est classée 28e des séries.

### Championnats du monde
Lors des championnats du monde en petit bassin qui se sont tenus à Dubaï en 2010, Mercedes Peris Minguet participe aux 50 m dos et le 100 m dos. Dans le 50 m dos, elle obtient le bronze en 26 s 80 (temps de réaction : 0,63). Dans le 100 m dos, elle termine 7e de la finale en 57 s 87.
|          |             |          |         |                |             |
| Médaille | Compétition | Épreuve  | Temps   | Lieu           | Date        |
| Bronze   | 2010        | 50 m dos | 26 s 80 | Dubaï (E.A.U.) | 19 déc 2010 |

## Meilleurs temps personnels
Les meilleurs temps personnels établis par Mercedes Peris Minguet dans les différentes disciplines sont détaillés ci-après.
| Épreuve          | Bassin | Temps         | Compétition                            | Lieu               | Date        |
| 50 nage libre    | 50 m   | 26 s 14       | Dutch Open Swimcup                     | Eindhoven (NED)    | 8 déc 2007  |
| 100 m nage libre | 50 m   | 58 s 04       | Championnats Open d'Espagne            | Sabadell           | 5 mar 2006  |
| 200 m nage libre | 50 m   | 2 min 11 s 26 | Championnats Open de Catalogne         | Barcelone          | 10 fév 2006 |
| 50 m dos         | 50 m   | 28 s 01       | Championnats d'Europe de natation 2010 | Budapest (Hongrie) | 14 aou 2010 |
| 100 m dos        | 50 m   | 1 min 00 s 85 | Championnats d'Europe de natation 2010 | Budapest (Hongrie) | 11 aou 2010 |
| 200 m dos        | 50 m   | 2 min 23 s 17 | Dutch Open Swimcup                     | Eindhoven (NED)    | 7 déc 2007  |
| 50 m papillon    | 50 m   | 28 s 09       | Championnats d'Espagne                 | Barcelone          | 22 jul 2010 |
| 100 m papillon   | 50 m   | 1 min 03 s 80 | Cto. Territorial Absoluto ...          | Castellon          | 13 jul 2007 |
| 200 m 4 nages    | 50 m   | 2 min 24 s 48 | Mare Nostrum                           | Barcelone          | 10 jui 2006 |
| 100 m libre Laps | 50 m   | 1 min 00 s 97 | LEN: European Junior ...               | Malta (GER)        | 7 jul 2001  |

| Épreuve          | Bassin | Temps         | Compétition                                   | Lieu           | Date        |
| 50 m nage libre  | 25 m   | 25 s 52       | Cto. Espana Absoluto De Invierno              | Palma M.       | 2 déc 2010  |
| 100 m nage libre | 25 m   | 56 s 90       | Campeonato Espana por Comunidades ...         | Madrid         | 6 mai 2006  |
| 200 m nage libre | 25 m   | 2 min 07 s 74 | Campeonato Espana por Comunidades ...         | Madrid         | 7 mai 2006  |
| 50 m dos         | 25 m   | 26 s 80       | Ch. du monde de natation en petit bassin 2010 | Dubaï (E.A.U.) | 19 déc 2010 |
| 100 m dos        | 25 m   | 57 s 87       | Ch. du monde de natation en petit bassin 2010 | Dubaï (E.A.U.) | 16 déc 2010 |
| 200 m dos        | 25 m   | 2 min 16 s 33 | Circuito Catalan                              | Granollers     | 18 nov 2006 |
| 50 m papillon    | 25 m   | 27 s 27       | Cto. Espana Absoluto De Invierno              | Palma M.       | 3 déc 2010  |
| 100 m papillon   | 25 m   | 1 min 03 s 07 | Spanish Team Championships - 2nd ...          | Tolosa         | 12 mar 2006 |
| 100 m 4 nages    | 25 m   | 1 min 02 s 02 | FINA: World Cup No 4 - 2009 Series            | Berlin (GER)   | 15 nov 2009 |
| 200 m 4 nages    | 25 m   | 2 min 19 s 16 | Spanish Team Championships - 2nd ...          | Tolosa         | 11 mar 2006 |